# Куаньдянь-Маньчжурський автономний повіт
40°43′36″ пн. ш. 124°46′48″ сх. д. / 40.72664° пн. ш. 124.78° сх. д.
Куаньдянь-Маньчжурський автономний повіт (кит. 宽甸满族自治县, пін. Kuāndiàn Mănzú Zìzhìxiàn) — один із повітів КНР у складі префектури Даньдун, провінція Ляонін. Адміністративний центр — містечко Куаньдянь.

## Географія
Куаньдянь-Маньчжурський автономний повіт лежить на висоті близько 280 метрів над рівнем моря на захід від річки Ялуцзян.

### Клімат
Повіт знаходиться у зоні, котра характеризується вологим континентальним кліматом. Найтепліший місяць — липень із середньою температурою 22,6 °C. Найхолодніший місяць — січень, із середньою температурою -11,3 °С.
| Клімат повіту Куаньдянь-Маньчжур | Клімат повіту Куаньдянь-Маньчжур | Клімат повіту Куаньдянь-Маньчжур | Клімат повіту Куаньдянь-Маньчжур | Клімат повіту Куаньдянь-Маньчжур | Клімат повіту Куаньдянь-Маньчжур | Клімат повіту Куаньдянь-Маньчжур | Клімат повіту Куаньдянь-Маньчжур | Клімат повіту Куаньдянь-Маньчжур | Клімат повіту Куаньдянь-Маньчжур | Клімат повіту Куаньдянь-Маньчжур | Клімат повіту Куаньдянь-Маньчжур | Клімат повіту Куаньдянь-Маньчжур | Клімат повіту Куаньдянь-Маньчжур |
| Показник                         | Січ.                             | Лют.                             | Бер.                             | Квіт.                            | Трав.                            | Черв.                            | Лип.                             | Серп.                            | Вер.                             | Жовт.                            | Лист.                            | Груд.                            | Рік                              |
| Середній максимум, °C            | −4                               | 0,2                              | 6,4                              | 15,3                             | 21,3                             | 25,2                             | 26,9                             | 27,4                             | 23,1                             | 15,3                             | 5,9                              | −1,6                             | 13,5                             |
| Середня температура, °C          | −11,3                            | −6,4                             | 0,5                              | 8,7                              | 15,1                             | 19,7                             | 22,6                             | 22,5                             | 16,6                             | 9,1                              | 0,2                              | −7,7                             | 7,5                              |
| Середній мінімум, °C             | −17,3                            | −12,3                            | −4,8                             | 2,3                              | 9                                | 14,6                             | 19                               | 18,3                             | 11,1                             | 3,4                              | −4,5                             | −12,8                            | 2,2                              |
| Норма опадів, мм                 | 11.5                             | 15.7                             | 25.9                             | 54.2                             | 78.3                             | 127.8                            | 296.3                            | 273.3                            | 89.7                             | 54                               | 36.4                             | 14.7                             | 1077.8                           |
| Вологість повітря, %             | 68                               | 64                               | 61                               | 60                               | 65                               | 75                               | 84                               | 83                               | 77                               | 70                               | 69                               | 69                               | 70.4                             |
| -------------------------------- | -------------------------------- | -------------------------------- | -------------------------------- | -------------------------------- | -------------------------------- | -------------------------------- | -------------------------------- | -------------------------------- | -------------------------------- | -------------------------------- | -------------------------------- | -------------------------------- | -------------------------------- |
| Джерело: data.cma.cn             |                                  |                                  |                                  |                                  |                                  |                                  |                                  |                                  |                                  |                                  |                                  |                                  |                                  |